# Degia
Degia é um gênero de mariposa pertencente à família Acrolophidae.